# إيفان فوكوا
إيفان فوكوا (بالإنجليزية: Ivan Fuqua)‏ (و. 1909 – 1994 م) هو منافس ألعاب قوى أمريكي، ولد في ديكادور، شارك في الألعاب الأولمبية الصيفية 1932، توفي في رالي، كارولاينا الشمالية، عن عمر يناهز 85 عاماً.

## روابط خارجية
- إيفان فوكوا على موقع أوليمبيديا (الإنجليزية)